# Azulejos da Reitoria da Universidade Federal da Bahia
Os Azulejos da Reitoria da UFBA é uma coleção de azulejos artísticos pertencente à Universidade Federal da Bahia e tombados pelo Instituto do Patrimônio Histórico e Artístico Nacional, o IPHAN. Encontram-se salvaguardados no Palácio da Reitoria da Universidade, localizada no município de Salvador, capital do estado da Bahia.

## História
A coleção de azulejos, que pertencente à Universidade Federal da Bahia (UFBA), é oriunda do Solar Bom Gosto, mais conhecido como Palacete Aguiar, edificação de feição neoclássica construída pelo comerciante português Pedro Barbosa de Madureira, na primeira metade do século XIX, localizado próxima ao bairro de Canela, região que abarca boa parte da vida universitária da UFBA.
No ano de 1933, o Palacete foi demolido e os azulejos foram retirados antes do processo e as obras artísticas foram doadas para instituição no ano de 1953, ano de construção do Palácio da Reitoria.

## Atualidade

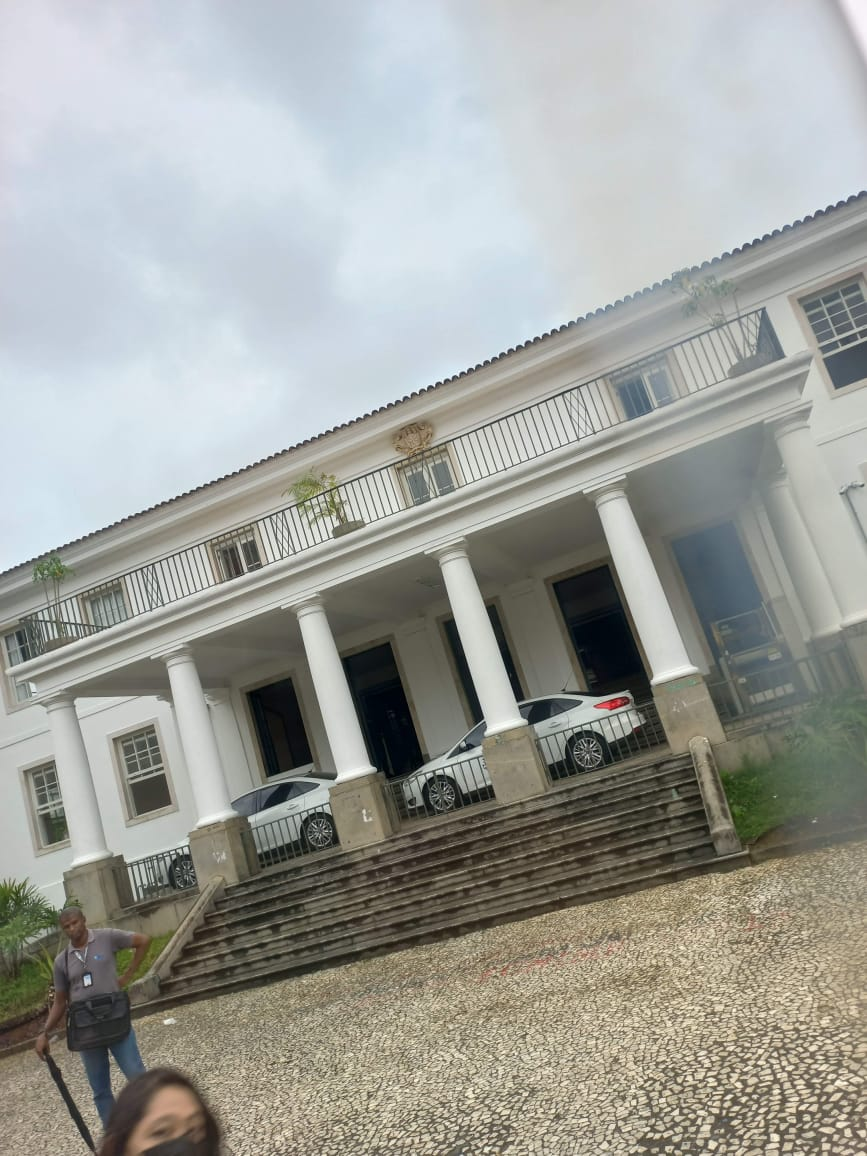
Fachada do Palácio da Reitoria da Universidade Federal da Bahia

Os painéis estão dispostos em diversos locais cotidianos do Palácio como na portaria, secretaria, contadoria, salão e galeria de recepção, copa, Antessala e Gabinete do Reitor, sala do chefe de gabinete e galerias internas.

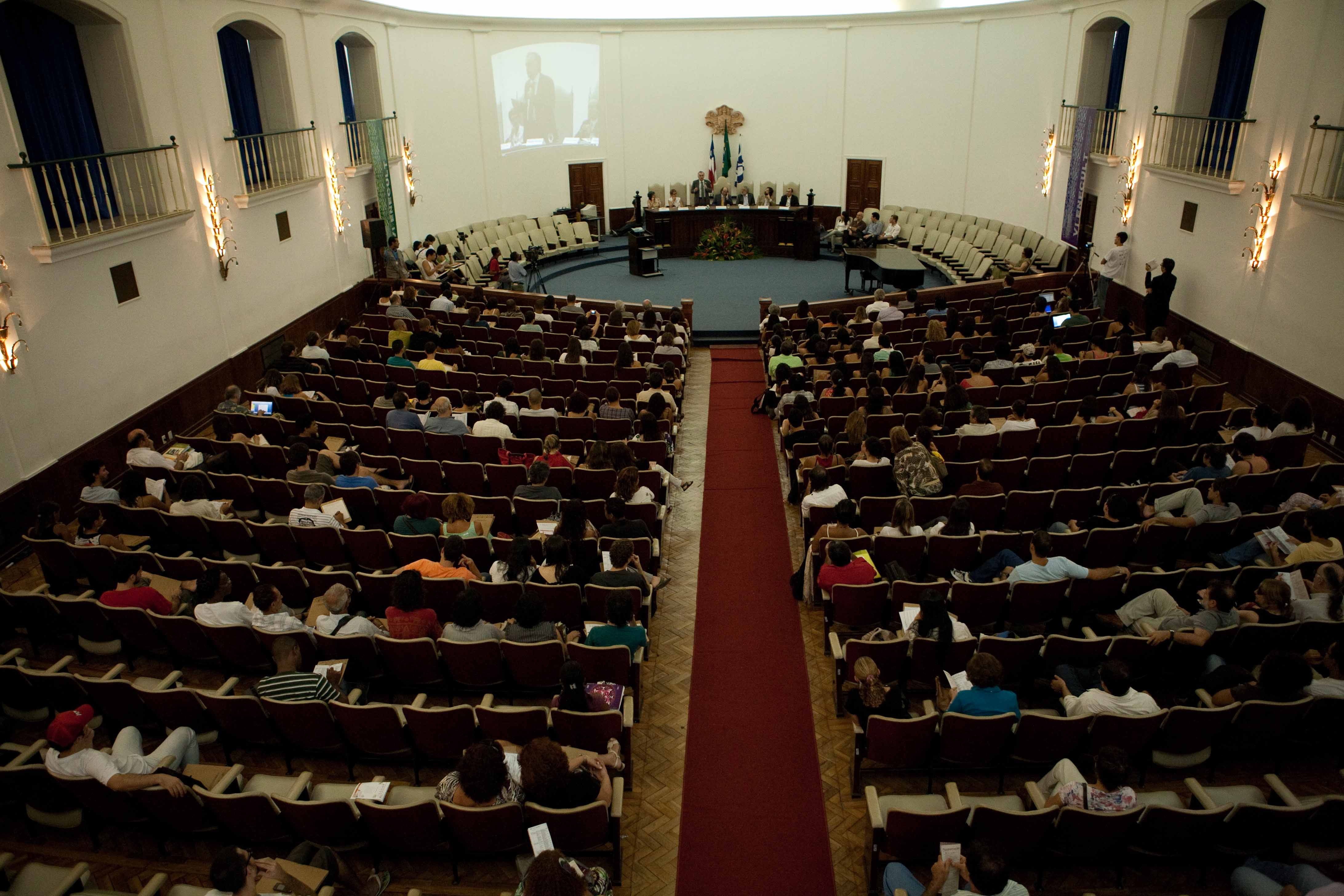
Salão Nobre da Universidade Federal da Bahia, no Palácio da Reitoria, em Salvador

Os azulejos são agrupados em treze séries diferentes, caracterizadas por seus enquadramentos e coloridos e mais quatro painéis isolados, provavelmente oriundos da Real Fábrica do Rato, Portugal. A maioria dos painéis tem como característica a cor azul sobre fundo branco. Alguns apresentam moldura policroma com o uso do amarelo, verde e roxo.
Dentre os temas representados pela coleção estão a caça, a pesca, o galanteio, damas e jogos nos quais os personagens são revestidos à moda do último quartel do século XVIII e início do XIX. Os azulejos ainda trazem figuras históricas, mitológicas e bíblicas.
No ano de 2019, o então Vice-Reitor da UFBA, Paulo Miguez, anunciou o processo de restauro dos azulejos, visando maior proteção das obras. O restauro foi comandado pelo Prof. Mário Mendonça de Oliveira, emérito da Universidade e especialista em restauro, juntamente com o Núcleo de Tecnologia da Preservação e da Restauração da Escola Politécnica. Para Oliveira, "esse importante acervo está nas mãos da Universidade, que tem o compromisso com a cultura e a memória. Estamos todos envolvidos com a defesa desse patrimônio".

## Tombamento
Devido sua importância histórica, a coleção é tombada pelo Instituto do Patrimônio Histórico e Artístico Nacional, o IPHAN, sob registro de número 444 de 27 de agosto de 1958.